# Krînteata, Turka
Krînteata (în ucraineană Кринтята) este un sat în comuna Holovske din raionul Turka, regiunea Liov, Ucraina.

## Demografie
Componența lingvistică a localității Krînteata
     Ucraineană (99,21%)
     Alte limbi (0,79%)
Conform recensământului din 2001, majoritatea populației localității Krînteata era vorbitoare de ucraineană (99,21%), existând în minoritate și vorbitori de alte limbi.